# ヨハネス・ゲールツ
ヨハネス・ゲールツ（Johannes Gehrts、Jochen Gehrtsとも、1855年2月26日 - 1921年10月5日）は、ドイツの画家、イラストレーター、舞台衣装デザイナーである。ドイツの英雄譚、神話などを題材にした書籍の挿絵などで知られ、「Germanen-Gehrts」という仇名で呼ばれた。

## 略歴
ハンブルクのザンクト・パウリ(St. Pauli)で生まれた。父親は画家で 、兄のカール・ゲールツ(Carl Gehrts: 1853-1898)と弟のフランツ・ゲールツ(Franz Gehrts: 1860-1894)も画家になった。兄と結婚したアンナ(Anna Gehrts: 1855-1901)も風景画家として知られている。  
1873年から1876年の間、ヴァイマルの美術アカデミーで、アルベルト・バウアー(Albert Baur: 1835-1906)らに学んだ。人気のある家庭雑誌「ガルテンラウベ(Die Gartenlaube)」の挿絵を描き、少年向けの本や友人で愛国的な作家のフェリックス・ダーン(Felix Dahn)の書籍のデザインで人気を得た。ドイツや北欧の神話、サーガなどや海賊物語、冒険譚を題材の作品を描き、探検家、民俗学者のカール・フォン・デン・スタイネン(Karl von den Steinen)の探検記の挿絵も描いいた。
1880年に画家のグスタフ・アドルフ・ケットゲン(Gustav Adolf Koettgen)の娘と結婚した。妻の妹のアンナは風景画家で、1879年に兄のカール・ゲールツと結婚していた。1884年からデュッセルドルフに移り、美術教師としても働いた。

## 作品

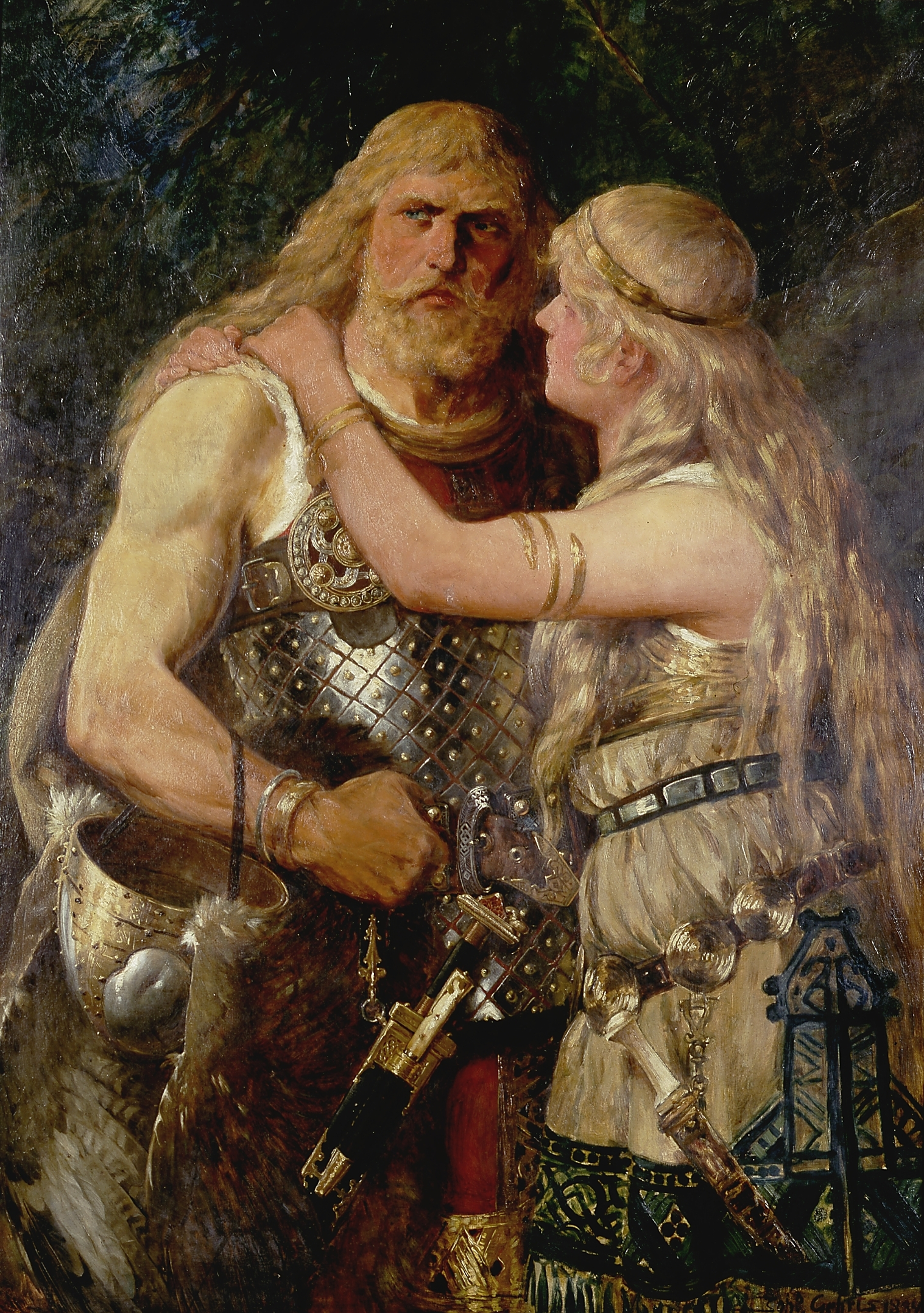
トゥスネルダに別れを告げるアルミニウス
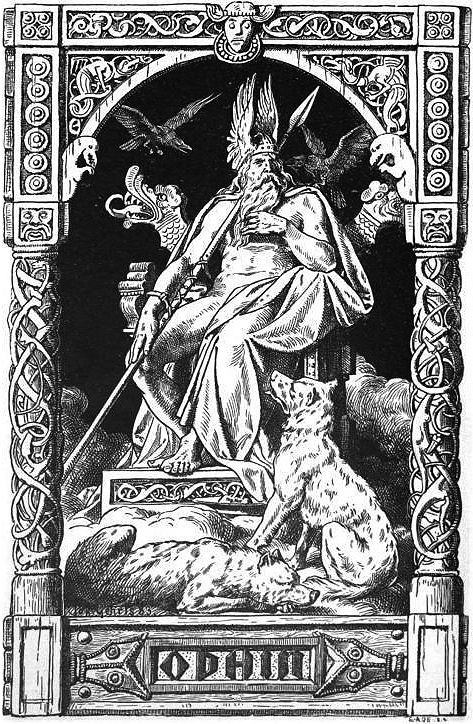
オーディン
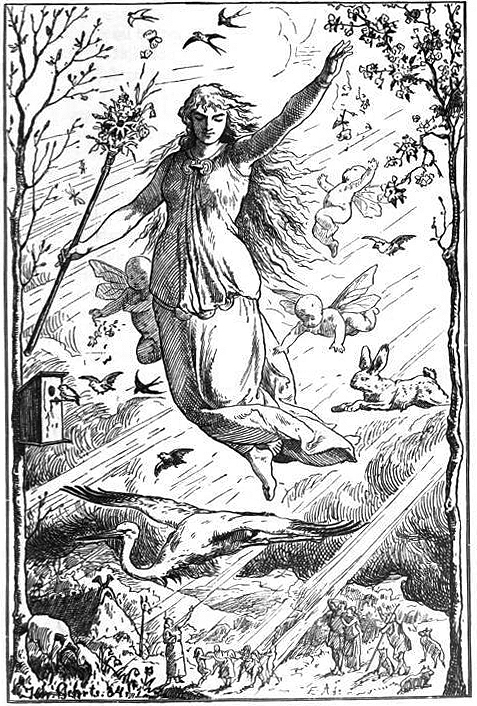
春の女神オスタラ
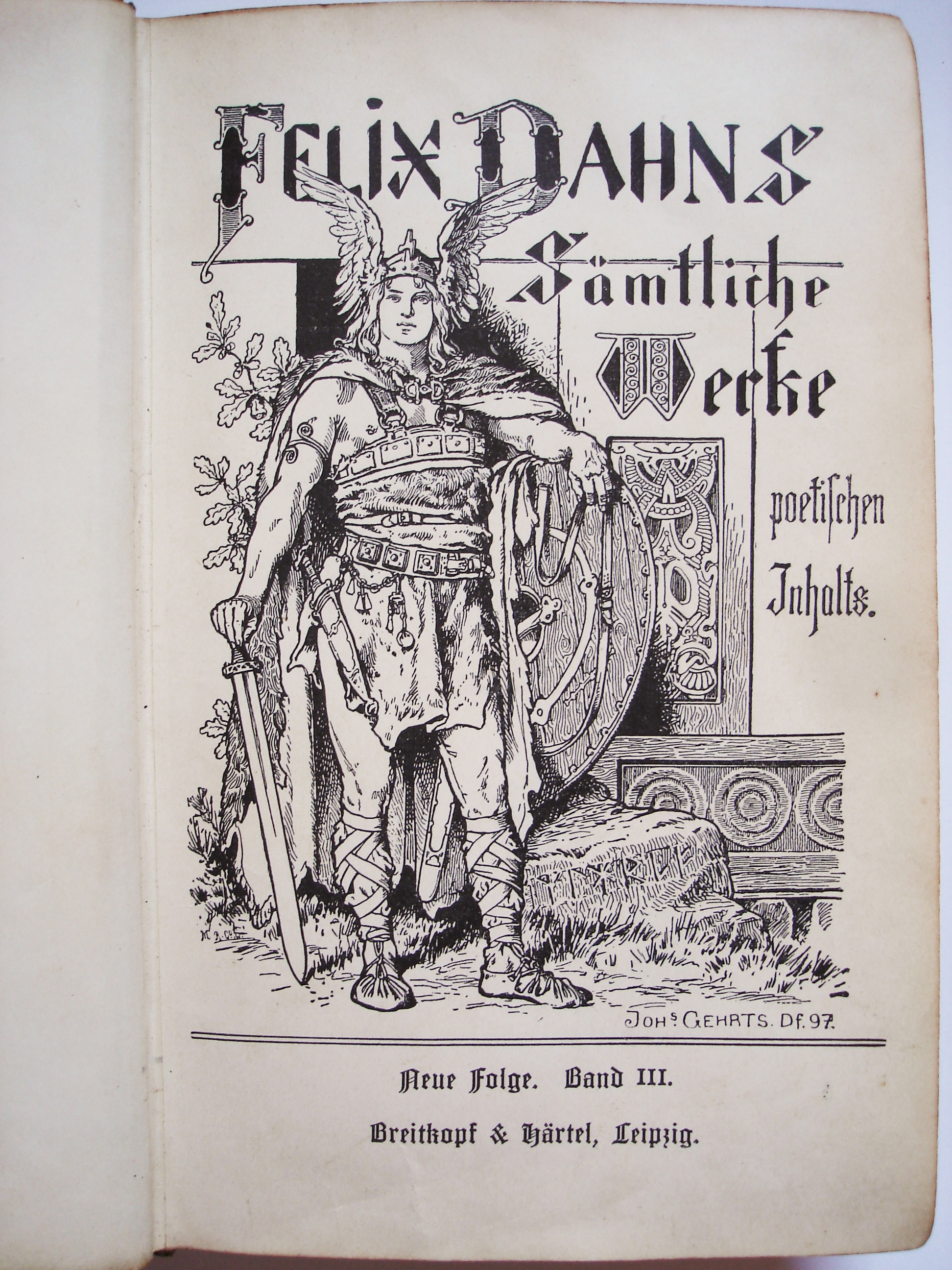
フェリックス・ダーンの著書のタイトルページ